# Як коваль щастя шукав
«Як коваль щастя шукав» — український художній фільм 1999 року режисера Радомира Василевського виробництва Одеської кіностудії.

## Сюжет
Музична казка для дітей про пригоди коваля Михайла. По дорозі на Запорізьку Січ молодий коваль звільнив брата своєї коханої. У щасливому фіналі казки головні герої Михайло і Леся грають пишне весілля.

## В ролях
- Андрій Плахотнюк — коваль Михайло Гармаш
- Наталя Танасієнко-Колтовська — красуня Леся Купава
- Костянтин Степанков — старий козак, лісової Володар
- Лев Перфілов — злий чаклун Вавило Ліходум
- Гануся Олійник — відьмочка Христя Довбиш
- Дмитрик Олійник — "перевертень" Клим Купава
- Женя Бельський — Чорт Чиряк
- Віталій Бушмакін — Чорт Вухо
- Олена Король
- Олександра Король
- Ерік Король
- Наталія Наум
- Ольга Равицька
- Михайло Малицький
- Володимир Ткаченко
- Остап Ступка
- Олексій Ворончук
- М. Пасій, Н. Шандро, Л. Черниш, А. Самойленко, О. Довженко, С. Жовна, Олена Олійник

## Знімальна група
- Режисер-постановник: Радомир Василевський
- Автор сценарію і тексту пісень: Анатолій Валевський
- Оператор-постановник: Леонід Бурлака
- Художник-постановник декорацій: Сергій Тарасов
- Художник-постановник костюмів: Тамара Кагайне-Демченко
- Художник-гример: Павло Орленко
- Композитор: Микола Безуглов
- Звукооператор: Йосиф Гольдман
- Монтажер: Ірина Блогерман
- Комбіновані зйомки: оператор — Всеволод Шлемов, художник — Геннадій Лотиш
- Режисер: Тетяна Ангельчук
- Оператор: Ігор Цвігуненко
- Комп'ютерна розробка Змія: Олег Степанов
- Редактор: Тамара Хміадашвілі
- Директор картини: Євгенія Хмельницька
- Вокал: Ніна Матвієнко та ін.